# Menneus neocaledonicus
Menneus neocaledonicus là một loài nhện trong họ Deinopidae. Chúng được miêu tả năm 1888 bởi Eugène Simon.